# بقایای قلعه قلات
بقایای قلعه قلات مربوط به دوره ساسانیان تا سده‌ها میانه دوران‌های تاریخی پس از اسلام است و در شهرستان قیروکارزین، بخش مرکزی، دهستان مبارک‌آباد، ۲ کیلومتری شمال شرقی روستای قلات واقع شده و با شمارهٔ ثبت ۲۶۶۵۸ به‌عنوان یکی از آثار ملی ایران به ثبت رسیده‌است.ارتفاع قلعه حدود 100متر می‌باشد که با وسعتی بالغ بر چهل هزار متر مربع بر بلندای دشت قلات قرارگرفته باز کردن منو اصلی
ویکی‌پدیا	جستجو	
نمایش اعلان‌های من
بقایای قلعه قلات
به زبان‌های دیگر مطالعه کنید
پی‌گیری این صفحه
ویرایش
بقایای قلعه قلات مربوط به دوره ساسانیان تا سده‌ها میانه دوران‌های تاریخی پس از اسلام است و در شهرستان قیروکارزین، بخش مرکزی، دهستان مبارک‌آباد، ۲ کیلومتری شمال شرقی روستای قلات واقع شده و با شمارهٔ ثبت ۲۶۶۵۸ به‌عنوان یکی از آثار ملی ایران به ثبت رسیده‌است.ارتفاع قلعه حدود 100متر می‌باشد که با وسعتی بالغ بر چهل هزار متر مربع بر بلندای دشت قلات قرارگرفته‌است.[۱]
بقایای قلعه قلات
نام
بقایای قلعه قلات
کشور
```
ایران
```

استان
استان فارس
شهرستان
شهرستان قیروکارزین
اطلاعات اثر
کاربری
قلعه
دیرینگی
دوره ساسانیان
دورهٔ ساخت اثر
دوره ساسانیان
اطلاعات ثبتی
شمارهٔ ثبت
۲۶۶۵۸
تاریخ ثبت ملی
۲۲ مرداد ۱۳۸۴
جستارهای وابسته	
منابع	
بحث
آخرین ویرایش همین الآن توسط Baran9693 انجام شده‌است.
صفحه‌های مرتبط
ساختمان کفش ملی
دروازه درب کوشک اصفهان
مدرسه سلطانی (کاشان)
ویکی‌پدیا
محتوا تحت CC BY-SA 3.0 در دسترس است 
مگر خلافش ذکر شده باشد.
حریم شخصیرایانه
بستن
پیش‌نمایشبقایای قلعه قلات
Publish
این ویرایش نمی‌تواند ذخیره شود به این دلیل که ما خطایی را شناسایی کرده‌ایم.
بیشتر بخوانید
بقایای قلعه قلات
نام
بقایای قلعه قلات
کشور
```
ایران
```

استان
استان فارس
شهرستان
شهرستان قیروکارزین
اطلاعات اثر
کاربری
قلعه
دیرینگی
دوره ساسانیان
دورهٔ ساخت اثر
دوره ساسانیان
اطلاعات ثبتی
شمارهٔ ثبت
۲۶۶۵۸
تاریخ ثبت ملی
۲۲ مرداد ۱۳۸۴
بقایای قلعه قلات مربوط به دوره ساسانیان تا سده‌ها میانه دوران‌های تاریخی پس از اسلام است و در شهرستان قیروکارزین، بخش مرکزی، دهستان مبارک‌آباد، ۲ کیلومتری شمال شرقی روستای قلات واقع شده و با شمارهٔ ثبت ۲۶۶۵۸ به‌عنوان یکی از آثار ملی ایران به ثبت رسیده‌است.ارتفاع قلعه حدود 100متر می‌باشد که با وسعتی بالغ بر چهل هزار متر مربع بر بلندای دشت قلات قرارگرفته‌است.بر روی سطح قلعه چهار چاه با عمق های متفاوت ودهانه‌هایی با قطر شش متر قرار دارد که یکی از چاه ها با ارتفاع بیش از صدمتردر گذشته بخاطر نا امنی‌های آن زمان برای تأمین آب موردنیاز خود از آن طریق از آب رودخانه که درپایین قلعه قرارگرفته‌استفاده می‌کردند.قرارگرفتن رودخانه خروشان ودائمی قره آغاج در پایین قلعه بر زیبایی آن افزوده است.در اسفند ماه وماه‌های فصل بهار بخاطر سرسبزی و همچنین وجود زمین‌های کشاورزی روستای قلات زیبایی این قلعه دوچندان می‌شود.دورتا دور قلعه دیواری با پهنای یک متر وجود داشته که به وسیله نگهبانان از قلعه مراقبت میشده‌است اینطور که مشخص است تمام دیواره های دور قلعه در جنگ اعراب و ساسانیان مورد تخریب کامل قرار گرفت شد و سنگ های دیوار در اطراف قلعه به خوبی بیانگر این حقیقت تلخ است ....
در بالای قلعه تمامی مناطق قیروکارزین با زیبایی بخصوصی قابل مشاهده است که چشم هر بیننده ای را برای ساعت ها به منظره بی نظیرش جلب میکند درضلع شمالی قلعه مکانی معروف به شاه‌نشین قرار دارد که همانطورکه معلوم است محل نشستن شاه ونظاره کردن دشت اطراف و رودخانه بوده که زیبایی خاصی دارد....بر روی قلعه آثار برجای مانده از استبل‌ها واستخرها ومنازل مسکونی بسیار زیبایی وجود دارد ....در اطراف قلعه توسط کشاورزان روستای قلات کوزه‌ جوغن و ظروف های سنگی پیدا شده که داخل آن گل‌ و گیاه و وسایل آن زمان نیز دیده شده است سکه های طلا نقره مس و انگشترهایی که نشان دهنده ی قوم های متعدد بعد از ساسانیان است
در پایین قلعه، قلعه ای سنگی به ارتفاع ۲۰متر و‌با وسعتی ۲۰هزار مترمربع که در دل خود برای باستانشناسان نگفته های زیادی دارد با وجود علائم های زیادی که نسل گذشته بر روی تخت سنگ های سخت و محکم که توسط مهندسین آنان زمان انتخاب شده تا گذر زمان نتواند هیچ آسیبی به علائم برساند این میراث را برای نسل امروز بر جای گذاشته است 
این علائم از رازهای دفینه یابی قبور آداب و رسوم مردمان خود سخن میگوید این علائم و قدمت منطقه نظر کاوشگران غیرقانونی زیادی رو به خود جلب کرده که منجر به تخریب مقدار قابل توجهی از علائم و اطراف علائم شده است ...
در پایین قلعه ظلع غربی 500متری قلعه در مسیر رودخانه بقایای پل عظیمی بنا شده است که دو طرف روخانه را به هم وصل کرده است 5پایه ی عظیم ساخته شده از سنگو ساروج بسیار محکم با ارتفاع 4متر و وسعت 20متر مربع در مسیر رودخانه که گذر زمان و سیل های سنگین چندان آسیبی به پایه های پل نرسانده هنوز هم سالم و استوار است 
طبق تحقیقات به عمل آمده از ریش سفیدان محل و عکس های ماهواره ای در دهه 40 پل نسبتا سالم و پایه های پل به همدیگر وصل بوده و در پایه ی وسطی پل اتاقکی  که گویا برای بازرسی افراد غیربومی برای اجازه به شهر بنا شده سالم بوده است گفتنی است که قدمت  این پل عظیم بیش از 1500سال میباشد.....
در اطراف و چندصدمتری قلعه سازه های سنگی و خشتی زیادی سراز خاک در آورده تا مطالب مهم در خصوص قدمت عظمت شهر و سبک زندگی نسل گذشته ی ما را بخوبی بیان کند....
در ایام تعطیلات گردشگران زیادی به این مکان تفریحی می آیند که مورد استقبال اهالی روستاهای اطراف نیز قرار گرفته‌است...درکنار همه این‌ها متأسفانه اطلاعات دقیق تری از نحوه زندگی مردم آن دوران در دست نیست وهمت مسئولین ومورخین وعلاقه مندان میطلبد که تحقیق گسترده ای صورت پذیرد...
متاسفانه این مکان مورد بی مهری سازمان میراث فرهنگی قرار گرفته است و این امر باعث شده است تا کاوشگران غیرقانونی به خود اجازه کندوکاوهای شبانه را بدهند((مطالب توسط محمد جعفری فرهنگی ساکن روستای قلات گردآوری شده و درتاریخ ۹۸/۱/۲۴مطالب قابل توجهی توسط امین اکبری باستان شناس وعلاقمند تاریخ ساکن روستای قلات اضافه و اصلاح شده‌است.)..«سازمان میراث فرهنگی و صنایع‌دستی و گردشگری». سازمان میراث فرهنگی و گردشگری ایران. بازبینی‌شده در ۱۹/۵/۲۰۱۱.</ref>
.